# Altansuj Dovdon
Altansuj Dovdon (6 de enero de 1988) es un deportista mongol que compite en judo. Ganó una medalla de oro en el Campeonato Asiático de Judo de 2016 en la categoría de –66 kg.

## Palmarés internacional
| Campeonato Asiático | Campeonato Asiático  | Campeonato Asiático | Campeonato Asiático |
| Año                 | Lugar                | Medalla             | Categoría           |
| ------------------- | -------------------- | ------------------- | ------------------- |
| 2016                | Taskent (Uzbekistán) | Medalla de oro      | –66 kg              |